# Championnat de France de rugby à XV de 3e division fédérale 2016-2017
Navigation
Fédérale 3 2015-2016 Fédérale 3 2017-2018
Cette page présente la saison 2016-2017 de Fédérale 3.

## Composition
- (R) : Relégué
- (P) : Promu

### Poule 1
- : Qualifiés pour les phases finales

| Classement final | Points | Club                 | Ville(s)          | Saison 2015-2016,                |
| ---------------- | ------ | -------------------- | ----------------- | -------------------------------- |
| 1er              | 67pts  | Olympique marcquois  | Marcq-en-Barœul   | 3e poule 1 - 64e de finale       |
| 2e               | 58pts  | RC Courbevoie        | Courbevoie        | 4e poule 2 - 64e de finale       |
| 3e               | 56pts  | UM Pontault-Combault | Pontault-Combault | 3e poule 3 - 64e de finale       |
| 4e               | 48pts  | RC Compiègne (R)     | Compiègne         | Relégué - 10e poule 1 Fédérale 2 |
| 5e               | 46pts  | RC Sucy-en-Brie (P)  | Sucy-en-Brie      | Promu - Demi-finaliste Honneur   |
| 6e               | 32pts  | RU Dunkerque         | Dunkerque         | 6e poule 1                       |
| 7e               | 32pts  | CLL Armentières      | Armentières       | 8e poule 1                       |
| 8e               | 31pts  | US pithiverienne     | Pithiviers        | 8e poule 2                       |
| 9e               | 30pts  | AC Soissons (P)      | Soissons          | Promu - 16e de finale Honneur    |
| 10e              | 29pts  | Rueil AC             | Rueil-Malmaison   | 5e poule 1                       |

### Poule 2
- : Qualifiés pour les phases finales

| Classement final | Points | Club                             | Ville(s)                        | Saison 2015-2016,                  |
| ---------------- | ------ | -------------------------------- | ------------------------------- | ---------------------------------- |
| 1er              | 78pts  | US Ris-Orangis                   | Ris-Orangis                     | 1er poule 1 - 32e de finale        |
| 2e               | 74pts  | Plaisir RC                       | Plaisir                         | 2e poule 1 - 64e de finale         |
| 3e               | 63pts  | RCP Meaux                        | Meaux                           | 6e poule 3                         |
| 4e               | 46pts  | ROC Houilles-Carrières-sur-Seine | Houilles et Carrières-sur-Seine | 5e poule 3                         |
| 5e               | 38pts  | ES Viry-Châtillon (P)            | Viry-Châtillon                  | Promu - Quart-de-finaliste Honneur |
| 6e               | 37pts  | ACBB                             | Boulogne-Billancourt            | 6e poule 1                         |
| 7e               | 32pts  | Évreux AC                        | Évreux                          | 7e poule 1                         |
| 8e               | 29pts  | SCUF (P)                         | Paris                           | Promu - 16e de finale Honneur      |
| 9e               | 22pts  | Havre AC (P)                     | Le Havre                        | Promu - Quart-de-finaliste Honneur |
| 10e              | 9pts   | Stade caennais RC                | Caen                            | 4e poule 1 - 64e de finale         |

### Poule 3
- : Qualifiés pour les phases finales
- : Relégué en honneur régional

| Classement final | Points | Club                       | Ville(s)  | Saison 2015-2016,               |
| ---------------- | ------ | -------------------------- | --------- | ------------------------------- |
| 1er              | 80pts  | US Tours (R)               | Tours     | Relégué - 3e poule 1 Fédérale 2 |
| 2e               | 73pts  | RC baulois (P)             | La Baule  | Promu - 8e de finale Honneur    |
| 3e               | 49pts  | Stade Poitevin             | Poitiers  | 8e poule 6                      |
| 4e               | 49pts  | Plouzané AC                | Plouzané  | 2e poule 4 - 32e de finale      |
| 5e               | 44pts  | R Auray C                  | Auray     | 5e poule 4                      |
| 6e               | 35pts  | RC blaisois                | Blois     | 4e poule 3 - 64e de finale      |
| 7e               | 34pts  | SC chinonais               | Chinon    | 8e poule 3                      |
| 8e               | 32pts  | SA parthenaisien           | Parthenay | 8e poule 4                      |
| 9e               | 29pts  | RC Trignac                 | Trignac   | 3e poule 4 - 64e de finale      |
| 10e              | 0pt    | Rugby Lanester Locunel (P) | Lanester  | Promu - 32e de finale Honneur   |

### Poule 4
- : Qualifiés pour les phases finales

| Classement final | Points | Club                              | Ville(s)                  | Saison 2015-2016,             |
| ---------------- | ------ | --------------------------------- | ------------------------- | ----------------------------- |
| 1er              | 68pts  | RC Puilboreau                     | Puilboreau                | 4e poule 6 - 64e de finale    |
| 2e               | 67pts  | RAC Castelroussin                 | Châteauroux               | 2e poule 3 - 32e de finale    |
| 3e               | 67pts  | Bourges XV                        | Bourges                   | 3e poule 5 - 64e de finale    |
| 4e               | 51pts  | SCORC Angers                      | Angers                    | 9e poule 4                    |
| 5e               | 44pts  | SA vierzonnais                    | Vierzon                   | 7e poule 3                    |
| 6e               | 36pts  | RC Saint-Sébastien–Basse-Goulaine | Saint-Sébastien-sur-Loire | 6e poule 4                    |
| 7e               | 32pts  | US La Châtre (P)                  | La Châtre                 | Promu - 16e de finale Honneur |
| 8e               | 28pts  | RO Choletais                      | Cholet                    | 7e poule 4                    |
| 9e               | 18pts  | FC Yonnais                        | La Roche-sur-Yon          | 4e poule 4 - 64e de finale    |
| 10e              | 16pts  | ARC Chauray (P)                   | Chauray                   | Promu - 32e de finale Honneur |

### Poule 5
- : Qualifiés pour les phases finales

| Classement final | Points | Club                  | Ville(s)                                      | Saison 2015-2016,                |
| ---------------- | ------ | --------------------- | --------------------------------------------- | -------------------------------- |
| 1er              | 70pts  | CS Nuiton             | Nuits-Saint-Georges                           | 4e poule 15                      |
| 2e               | 66pts  | CA Pontarlier         | Pontarlier                                    | 2e poule 16 - 64e de finale      |
| 3e               | 49pts  | Olympique de Besançon | Besançon                                      | 1er poule 16 - 64e de finale     |
| 4e               | 43pts  | CS Lédonien           | Lons-le-Saunier                               | 6e poule 15                      |
| 5e               | 40pts  | RC Metz               | Metz                                          | 5e poule 2                       |
| 6e               | 36pts  | Grand Dole rugby (R)  | Tavaux, Damparis, Dole et Abergement-la-Ronce | Relégué - 10e poule 2 Fédérale 2 |
| 7e               | 35pts  | US Genlis (P)         | Genlis                                        | Promu - 32e de finale Honneur    |
| 8e               | 35pts  | Rugby club auxerrois  | Auxerre                                       | 1er poule 2 - 64e de finale      |
| 9e               | 32pts  | FC Haguenau rugby (P) | Haguenau                                      | Promu - 16e de finale Honneur    |
| 10e              | 12pts  | RC Pont-à-Mousson     | Pont-à-Mousson                                | 7e poule 2                       |

### Poule 6
- : Qualifiés pour les phases finales

| Classement final | Points | Club                               | Ville(s)                      | Saison 2015-2016,             |
| ---------------- | ------ | ---------------------------------- | ----------------------------- | ----------------------------- |
| 1er              | 88pts  | US Bellegarde-Coupy                | Bellegarde-sur-Valserine      | 3e poule 16 - 64e de finale   |
| 2e               | 64pts  | Bièvre-Saint-Geoirs RC             | Saint-Étienne-de-Saint-Geoirs | 4e poule 13 - 64e de finale   |
| 3e               | 60pts  | FC Saint-Claude                    | Saint-Claude                  | 7e poule 15                   |
| 4e               | 58pts  | RC Les Dombes                      | Villars-les-Dombes            | 5e poule 16                   |
| 5e               | 48pts  | US Nantua-Port rugby du Haut-Bugey | Nantua                        | 4e poule 16 - 64e de finale   |
| 6e               | 47pts  | US Renage-Rives (P)                | Renage et Rives               | Promu - 32e de finale Honneur |
| 7e               | 41pts  | US Izeaux                          | Izeaux                        | 8e poule 13                   |
| 8e               | 27pts  | SC Couchois                        | Couches                       | 6e poule 16                   |
| 9e               | 11pts  | Verdun RAC (P)                     | Verdun-sur-le-Doubs           | Promu - 32e de finale Honneur |
| 10e              | 4pts   | RC Belleville-Beaujolais           | Belleville                    | 7e poule 16                   |

### Poule 7
- : Qualifiés pour les phases finales

| Classement final | Points | Club                         | Ville(s)           | Saison 2015-2016,                 |
| ---------------- | ------ | ---------------------------- | ------------------ | --------------------------------- |
| 1er              | 70pts  | RC Clermont-Cournon          | Cournon-d'Auvergne | 2e poule 5 - 32e de finale        |
| 2e               | 58pts  | RC Arpajon Veinazès          | Arpajon-sur-Cère   | 4e poule 7 - 64e de finale        |
| 3e               | 57pts  | RC Vichy                     | Vichy              | 8e poule 5                        |
| 4e               | 53pts  | RC Saint-Cernin              | Saint-Cernin       | 2e poule 7 - 64e de finale        |
| 5e               | 44pts  | GS Figeac (R)                | Figeac             | Relégué - Fédérale 2; 10e poule 7 |
| 6e               | 38pts  | RC Uzerche                   | Uzerche            | 6e poule 5                        |
| 7e               | 38pts  | RC Guérétois Creuse          | Guéret             | 7e poule 5                        |
| 8e               | 37pts  | US usselloise                | Ussel              | 5e poule 5                        |
| 9e               | 16pts  | RC Mauriacois                | Mauriac            | 9e poule 5                        |
| 10e              | 12pts  | Rugby Clermont la Plaine (P) | Clermont-Ferrand   | Promu - 32e de finale Honneur     |

### Poule 8
- : Qualifiés pour les phases finales

| Classement final | Points | Club                                                 | Ville(s)                                | Saison 2015-2016,                        |
| ---------------- | ------ | ---------------------------------------------------- | --------------------------------------- | ---------------------------------------- |
| 1er              | 71pts  | FC Tournon-Tain rugby                                | Tournon-sur-Rhône-Tain-l'Hermitage      | 7e poule 13                              |
| 2e               | 68pts  | CS Annonéen                                          | Annonay                                 | 3e poule 13 - 32e de finale              |
| 3e               | 68pts  | US Vinay                                             | Vinay                                   | 2e poule 13 - 32e de finale              |
| 4e               | 52pts  | AS Saint-Marcel-Bel-Accueil-L'Isle d'Abeau (ASSMIDA) | Saint-Marcel-Bel-Accueil L'Isle d'Abeau | 3e poule 15 - 64e de finale              |
| 5e               | 39pts  | RC Rillieux                                          | Rillieux-la-Pape                        | 8e poule 16                              |
| 6e               | 36pts  | CO Le Puy                                            | Le Puy-en-Velay                         | 5e poule 13                              |
| 7e               | 30pts  | US Deux-Ponts                                        | Le Pont-de-Claix                        | 6e poule 13                              |
| 7e               | 24pts  | RC Vallons de la Tour (P)                            | La Tour-du-Pin                          | Promu - Finaliste du championnat Honneur |
| 9e               | 19pts  | Rugby club du Pays Saint-Jeannais (P)                | Saint-Jean-de-Bournay                   | Promu - 32e de finale Honneur            |
| 10e              | 16pts  | RC Seyssins (R)                                      | Seyssins                                | Relégué - Fédérale 2; 10e poule 3        |

### Poule 9
- : Qualifiés pour les phases finales
- : Relégué en honneur régional

| Classement final | Points | Club                             | Ville(s)                           | Saison 2015-2016,                   |
| ---------------- | ------ | -------------------------------- | ---------------------------------- | ----------------------------------- |
| 1er              | 75pts  | CO Berre XV                      | Berre-l'Étang                      | 1er poule 12 - 32e de finale        |
| 2e               | 71pts  | RC Martigues-Port-de-Bouc        | Martigues - Port-de-Bouc           | 4e poule 12 - 64e de finale         |
| 3e               | 50pts  | US Rhône XV                      | Bourg-lès-Valence-La Roche-de-Glun | 9e poule 13                         |
| 4e               | 49pts  | SC privadois rugby               | Privas                             | 5e poule 14                         |
| 5e               | 45pts  | RC Les Angles Gard Rhodanien (P) | Les Angles                         | Promu - Quarts de finaliste Honneur |
| 6e               | 44pts  | AS Ampuis Côte-Rôtie             | Ampuis                             | 5e poule 15                         |
| 7e               | 32pts  | SO Givors                        | Givors                             | 8e poule 15                         |
| 8e               | 30pts  | US Avignon Le Pontet             | Avignon-Le Pontet                  | 6e poule 14                         |
| 9e               | 24pts  | US beaurepairoise (R)            | Beaurepaire                        | Relégué - - 6e poule 3 Fédérale 2   |
| 10e              | 11pts  | RC Eymeux (P)                    | Eymeux                             | Promu - 32e de finale Honneur       |

### Poule 10
- : Qualifiés pour les phases finales

| Classement final | Points | Club                                       | Ville(s)                                     | Saison 2015-2016,                  |
| ---------------- | ------ | ------------------------------------------ | -------------------------------------------- | ---------------------------------- |
| 1er              | 75pts  | RC La Valette-Le Revest-La Garde-Le Pradet | La Valette, Le Revest, La Garde et Le Pradet | 3e poule 12 - 64e de finale        |
| 2e               | 54pts  | Aix Université Rugby                       | Aix-en-Provence                              | 6e poule 12                        |
| 3e               | 53pts  | RC Aubagnais                               | Aubagne                                      | 2e poule 12 - 64e de finale        |
| 4e               | 46pts  | RC Palavas les Genêts                      | Palavas-les-Flots                            | 3e poule 14 - 64e de finale        |
| 5e               | 46pts  | Boxeland club L'Islois (P)                 | Isle-sur-Sorgue                              | Promu - 32e de finale Honneur      |
| 6e               | 46pts  | SU cavaillonnais                           | Cavaillon                                    | 5e poule 12                        |
| 7e               | 45pts  | Entente Vendres-Lespignan Hérault XV       | Vendres - Lespignan                          | 4e poule 14 - 64e de finale        |
| 8e               | 32pts  | RC Vallée du Gapeau                        | Solliès-Pont                                 | 7e poule 12                        |
| 9e               | 23pts  | Bastia XV                                  | Bastia                                       | 8e poule 12                        |
| 10e              | 7pts   | RC Six fournais (R)                        | Six-Fours                                    | Relégué - - 10e poule 4 Fédérale 2 |

### Poule 11
- : Qualifiés pour les phases finales
- : Relégué en honneur régional

| Classement final | Points | Club                          | Ville(s)                            | Saison 2015-2016,                 |
| ---------------- | ------ | ----------------------------- | ----------------------------------- | --------------------------------- |
| 1er              | 72pts  | Aviron gruissanais (R)        | Gruissan                            | Relégué - - 9e poule 4 Fédérale 2 |
| 2e               | 61pts  | ES Catalane                   | Argelès-sur-Mer                     | 5e poule 11                       |
| 3e               | 52pts  | Stade piscénois               | Pézenas                             | 2e poule 14 - 64e de finale       |
| 4e               | 46pts  | US Côte Vermeille XV          | Port-Vendres                        | 6e poule 11                       |
| 5e               | 44pts  | US thuirinoise (P)            | Thuir                               | Promu - 16e de finale Honneur     |
| 6e               | 42pts  | RC Jacou Montpellier Nord     | Jacou                               | 8e poule 14                       |
| 7e               | 37pts  | Entente Fleury-Salles-Coursan | Fleury d'Aude-Salles d'Aude-Coursan | 7e poule 14                       |
| 8e               | 31pts  | ES Quillan                    | Quillan                             | 7e poule 11                       |
| 9e               | 23pts  | Avenir Bleu et Blanc XV       | Capestang-Puisserguier-Quarante     | 4e poule 11                       |
| 10e              | 12pts  | Servian-Boujan rugby (P)      | Servian et Boujan                   | Promu - 16e de finale Honneur     |

### Poule 12
- : Qualifiés pour les phases finales
- : Relégué en honneur régional

| Classement final | Points | Club                        | Ville(s)           | Saison 2015-2016,             |
| ---------------- | ------ | --------------------------- | ------------------ | ----------------------------- |
| 1er              | 65pts  | SC rieumois                 | Rieumes            | 3e poule 10 - 64e de finale   |
| 2e               | 60pts  | AS Tournefeuille            | Tournefeuille      | 2e poule 11 - 64e de finale   |
| 3e               | 54pts  | RC revélois                 | Revel              | 8e poule 11                   |
| 4e               | 50pts  | Union sportive tournonnaise | Tournon-d'Agenais  | 5e poule 8                    |
| 5e               | 48pts  | AS layracaise               | Layrac             | 2e poule 8 - 32e de finale    |
| 6e               | 46pts  | US néracaise (P)            | Nérac              | Promu - 32e de finale Honneur |
| 7e               | 37pts  | Entente Laroque-Bélesta (P) | Laroque et Bélesta | Promu - 8e de finale Honneur  |
| 8e               | 36pts  | UA vicoise(P)               | Vic-Fezensac       | Promu - 32e de finale Honneur |
| 9e               | 32pts  | Grenade sport               | Grenade            | 3e poule 7 - 64e de finale    |
| 10e              | -36pts | US vicquoise                | Vic-en-Bigorre     | 5e poule 10                   |

### Poule 13
- : Qualifiés pour les phases finales

| Classement final | Points | Club                        | Ville(s)                 | Saison 2015-2016,                  |
| ---------------- | ------ | --------------------------- | ------------------------ | ---------------------------------- |
| 1er              | 57pts  | US Coarraze Nay (P)         | Coarraze et Nay          | Promu - Quart de finaliste Honneur |
| 2e               | 52pts  | Hasparren AC                | Hasparren                | 1er poule 9 - 64e de finale        |
| 3e               | 49pts  | Entente Aramits-Asasp       | Aramits-Asasp            | 5e poule 9                         |
| 4e               | 49pts  | AS Soustons (P)             | Soustons                 | Promu - Champion de France Honneur |
| 5e               | 46pts  | Stade navarrais             | Navarrenx                | 7e poule 10                        |
| 6e               | 45pts  | Entente Astarac Bigorre (R) | Miélan-Mirande-Rabastens | Relégué - 10e poule 5 Fédérale 2   |
| 7e               | 41pts  | CO Saint-Lary-Soulan        | Saint-Lary-Soulan        | 6e poule 10                        |
| 8e               | 40pts  | US Mouguerre                | Mouguerre                | 2e poule 9 - 64e de finale         |
| 9e               | 27pts  | US Saint-Palais             | Saint-Palais             | 7e poule 9                         |
| 10e              | 9pts   | Avenir de Barcus            | Barcus                   | 9e poule 9                         |

### Poule 14
- : Qualifiés pour les phases finales

| Classement final | Points | Club                                | Ville(s)                | Saison 2015-2016,                |
| ---------------- | ------ | ----------------------------------- | ----------------------- | -------------------------------- |
| 1er              | 67pts  | FCTT - TOAC/TOEC                    | Toulouse                | 8e poule 10                      |
| 2e               | 60pts  | RC montalbanais (R)                 | Montauban               | Relégué - 10e poule 6 Fédérale 2 |
| 3e               | 57pts  | RC Saint-Sulpice-la-Pointe XV (P)   | Saint-Sulpice-la-Pointe | Promu - 32e de finale Honneur    |
| 4e               | 49pts  | SC négrepelissien                   | Négrepelisse            | 8e poule 7                       |
| 5e               | 45pts  | Stade beaumontois Lomagne rugby (P) | Beaumont-de-Lomagne     | Promu - Demi-finaliste Honneur   |
| 6e               | 40pts  | CM floiracais                       | Floirac                 | 2e poule 6 - 64e de finale       |
| 7e               | 29pts  | US monflanquinoise                  | Monflanquin             | 7e poule 7                       |
| 8e               | 28pts  | US bazadaise                        | Bazas                   | 6e poule 8                       |
| 9e               | 23pts  | US Fumel Libos                      | Fumel-Libos             | 5e poule 7                       |
| 10e              | 21pts  | RC Bon-Encontre-Boé                 | Bon-Encontre-Boé        | 9e poule 8                       |

### Poule 15
- : Qualifiés pour les phases finales

| Classement final | Points | Club                        | Ville(s)             | Saison 2015-2016,                |
| ---------------- | ------ | --------------------------- | -------------------- | -------------------------------- |
| 1er              | 55pts  | Saint-Paul sports rugby (R) | Saint-Paul-lès-Dax   | Relégué - 10e poule 8 Fédérale 2 |
| 2e               | 48pts  | Inthalatz Larressore        | Larressore           | 3e poule 9 - 64e de finale       |
| 3e               | 48pts  | Avenir Bizanos              | Bizanos              | 4e poule 9 - 64e de finale       |
| 4e               | 45pts  | AS Pont-Long                | Serres-Castet        | 6e poule 9                       |
| 5e               | 44pts  | JS Riscle                   | Riscle               | 7e poule 8                       |
| 6e               | 43pts  | US mugronnaise              | Mugron               | 4e poule 8 - 64e de finale       |
| 7e               | 41pts  | AS bayonnaise               | Bayonne              | 8e poule 9                       |
| 8e               | 38pts  | JS Rion                     | Rion-des-Landes      | 8e poule 8                       |
| 9e               | 38pts  | AA nogarolienne             | Nogaro               | 3e poule 8 - 32e de finale       |
| 10e              | 19pts  | JS Villeneuve-de-Marsan (P) | Villeneuve-de-Marsan | Promu - 8e de finale Honneur     |

### Poule 16
- : Qualifiés pour les phases finales

| Classement final | Points | Club                              | Ville(s)             | Saison 2015-2016,             |
| ---------------- | ------ | --------------------------------- | -------------------- | ----------------------------- |
| 1er              | 86pts  | CA Périgourdin                    | Périgueux            | 1er poule 7 - 8e de finale    |
| 2e               | 55pts  | Stade foyen                       | Sainte-Foy-la-Grande | 5e poule 6                    |
| 3e               | 49pts  | Stade belvesois                   | Belvès               | 3e poule 6 - 64e de finale    |
| 4e               | 46pts  | AS Mérignac rugby                 | Mérignac             | 7e poule 6                    |
| 5e               | 38pts  | SC surgèrien                      | Surgères             | 6e poule 6                    |
| 6e               | 37pts  | CA sarladais Périgord noir        | Sarlat-la-Canéda     | 1er poule 6 - 64e de finale   |
| 7e               | 36pts  | CS Nontron                        | Nontron              | 6e poule 7                    |
| 8e               | 30pts  | Gourdon XV Bouriane (P)           | Gourdon              | Promu - 32e de finale Honneur |
| 9e               | 28pts  | Union Barbezieux-Jonzac (P)       | Barbezieux-Jonzac    | Promu - 8e de finale Honneur  |
| 10e              | 14pts  | Stade blayais rugby Haute-Gironde | Blaye                | ? - ?                         |

## Phases finales

### Barrages
Les clubs classés 3e, 4e, 5e et 6e de chaque poule se rencontrent en barrage. Les vainqueurs affrontent les clubs classés 1er et 2e.
Score aller retour total
- ES Viry-Châtillon - ROC Houilles-Carrières-sur-Seine : 20-35
- RU Dunkerque - UM Pontault-Combault : 7-44
- RC Sucy-en-Brie - RC Compiègne : 14-26
- AC Boulogne-Billancourt (ACBB) - RCP Meaux : 24-40
- SA Vierzon - SCO rugby club Angers : 31-22
- RC Blois - Stade poitevin rugby : 13-26
- Pays Auray rugby club - Plouzané AC : 26-17
- Rugby club Saint-Sébastien–Basse-Goulaine -  Bourges XV : 7-34
- US Nantua - RC de la Dombes : 25-22
- Grand Dole rugby (Tavaux-Damparis-Abergement-la-Ronce) - Olympique de Besançon : 14-15
- RC Metz - CS Lons-le-Saunier : 20-13
- US Rives-Renage - FC Saint-Claude : 9-11
- RC Rillieux - AS Saint-Marcel-Bel-Accueil-L'Isle d'Abeau (ASSMIDA) : 13-32
- RC Uzerche - RC Vichy : 11-33
- GS Figeac - RC Saint-Cernin : 19-20
- CO Le Puy - US Vinay : 13-16
- RC Palavas les Genêts - Boxeland club L'Islois : 16-16
- AS Ampuis Côte-Rôtie - US Rhône XV : 14-13
- RC Les Angles Gard Rhodanien - SC privadois rugby : 13-9
- SU cavaillonnais - RC Aubagnais : 27-40
- AS layracaise - Union sportive tournonnaise : 25-14
- RC Jacou Montpellier Nord - Stade piscénois : 21-27
- US thuirinoise - US Côte Vermeille XV : 19-20
- US néracaise - RC revélois : 18-29
- Stade beaumontois - SC négrepelissien : 27-18
- Entente Astarac Bigorre (Miélan-Mirande-Rabastens) - Entente Aramits-Asasp : 14-9
- Stade navarrais - AS Soustons : 13-10
- CM floiracais - RC Saint-Sulpice-la-Pointe : 31-31
- SC surgèrien - AS Mérignac : 8-29
- US mugronnaise - Avenir Bizanos : 32-16
- JS Riscle - AS Pont-Long : 18-5
- CA sarladais Périgord noir - Stade belvesois : 22-26

### Trente-deuxièmes de finale
Score aller retour total.
- ROC Houilles-Carrières-sur-Seine - Olympique marcquois : 43-82
- UM Pontault-Combault - Plaisir RC : 34-53
- RC Compiègne - US Ris-Orangis : 43-57
- RCP Meaux - RC Courbevoie : 40-38
- SA Vierzon - US Tours : 10-79
- Stade poitevin rugby - RAC Castelroussin : 22-19
- Pays Auray rugby club - RC Puilboreau : 40-58
- Bourges XV - RC baulois : 45-26
- US Nantua - CS Nuiton : 39-52
- Olympique de Besançon - Bièvre-Saint-Geoirs RC : 34-59
- RC Metz - US Bellegarde-Coupy : 32-77
- FC Saint-Claude - CA Pontarlier : 38-54
- AS Saint-Marcel-Bel-Accueil-L'Isle d'Abeau (ASSMIDA) - RC Clermont-Cournon : 41-48
- RC Vichy - CS Annonéen : 35-48
- RC Saint-Cernin - FC Tournon-Tain rugby : 60-58
- US Vinay - RC Arpajon Veinazès : 36-22
- Boxeland club L'Islois - CO Berre XV : 33-35
- AS Ampuis - Aix Université Rugby : 15-47
- RC Les Angles - RC La Valette-Le Revest-La Garde-Le Pradet : 21-67
- RC Aubagnais - RC Martigues-Port-de-Bouc : 36-45
- AS layracaise - Aviron gruissanais : 25-44
- Stade piscénois - AS Tournefeuille : 37-55
- US Côte Vermeille - SC rieumois : 47-60
- RC revélois - ES Catalane : 21-57
- Stade beaumontois - US Coarraze Nay : 38-31
- Entente Astarac Bigorre (Miélan-Mirande-Rabastens) - RC montalbanais : 35-27
- Stade navarrais - FCTT - TOAC/TOEC : 31-51
- RC Saint-Sulpice-la-Pointe - Hasparren AC : 22-35
- AS Mérignac - Saint-Paul sports rugby : 25-54
- US mugronnaise -  Stade foyen : 43-38
- JS Riscle - CA Périgourdin : 22-41
- Stade belvesois - Inthalatz Larressore :23-14

## Tableau final
|  | 1/16e de finale Les vainqueurs sont promus en Fédérale 2 | 1/16e de finale Les vainqueurs sont promus en Fédérale 2 | 1/16e de finale Les vainqueurs sont promus en Fédérale 2 |    |                         | 1/8e de finale          | 1/8e de finale | 1/8e de finale |  |                                            | 1/4 de finale                              | 1/4 de finale | 1/4 de finale |  |                  | 1/2 finale       | 1/2 finale | 1/2 finale |  |          | finale         | finale         | finale |
|  |                                                          |                                                          |                                                          |    |                         |                         |                |                |  |                                            |                                            |               |               |  |                  |                  |            |            |  |          |                |                |        |
|  | Olympique marcquois                                      | Olympique marcquois                                      | 36                                                       |    |                         |                         |                |                |  |                                            |                                            |               |               |  |                  |                  |            |            |  |          |                |                |        |
|  | Plaisir RC                                               | Plaisir RC                                               | 43                                                       |    |                         |                         |                |                |  |                                            |                                            |               |               |  |                  |                  |            |            |  |          |                |                |        |
|  | Plaisir RC                                               | Plaisir RC                                               | 43                                                       |    | Plaisir RC              | Plaisir RC              | 25             |                |  |                                            |                                            |               |               |  |                  |                  |            |            |  |          |                |                |        |
|  |                                                          |                                                          |                                                          |    | Plaisir RC              | Plaisir RC              | 25             |                |  |                                            |                                            |               |               |  |                  |                  |            |            |  |          |                |                |        |
|  |                                                          | US Ris-Orangis                                           | US Ris-Orangis                                           | 0  |                         |                         |                |                |  |                                            |                                            |               |               |  |                  |                  |            |            |  |          |                |                |        |
|  | US Ris-Orangis                                           | US Ris-Orangis                                           | US Ris-Orangis                                           | 0  | 51                      |                         |                |                |  |                                            |                                            |               |               |  |                  |                  |            |            |  |          |                |                |        |
|  | US Ris-Orangis                                           | US Ris-Orangis                                           |                                                          |    | 51                      |                         |                |                |  |                                            |                                            |               |               |  |                  |                  |            |            |  |          |                |                |        |
|  | RCP Meaux                                                | RCP Meaux                                                | 33                                                       |    |                         |                         |                |                |  |                                            |                                            |               |               |  |                  |                  |            |            |  |          |                |                |        |
|  | RCP Meaux                                                | RCP Meaux                                                | 33                                                       |    |                         |                         |                |                |  | Plaisir RC                                 | Plaisir RC                                 | 9             |               |  |                  |                  |            |            |  |          |                |                |        |
|  |                                                          |                                                          |                                                          |    |                         |                         |                |                |  | Plaisir RC                                 | Plaisir RC                                 | 9             |               |  |                  |                  |            |            |  |          |                |                |        |
|  |                                                          | US Tours                                                 | US Tours                                                 | 24 |                         |                         |                |                |  |                                            |                                            |               |               |  |                  |                  |            |            |  |          |                |                |        |
|  | US Tours                                                 | US Tours                                                 | US Tours                                                 | 24 | 40                      |                         |                |                |  |                                            |                                            |               |               |  |                  |                  |            |            |  |          |                |                |        |
|  | US Tours                                                 | US Tours                                                 |                                                          |    | 40                      |                         |                |                |  |                                            |                                            |               |               |  |                  |                  |            |            |  |          |                |                |        |
|  | Stade poitevin                                           | Stade poitevin                                           | 26                                                       |    |                         |                         |                |                |  |                                            |                                            |               |               |  |                  |                  |            |            |  |          |                |                |        |
|  | Stade poitevin                                           | Stade poitevin                                           | 26                                                       |    | US Tours                | US Tours                | 55             |                |  |                                            |                                            |               |               |  |                  |                  |            |            |  |          |                |                |        |
|  |                                                          |                                                          |                                                          |    | US Tours                | US Tours                | 55             |                |  |                                            |                                            |               |               |  |                  |                  |            |            |  |          |                |                |        |
|  |                                                          | Bourges XV                                               | Bourges XV                                               | 10 |                         |                         |                |                |  |                                            |                                            |               |               |  |                  |                  |            |            |  |          |                |                |        |
|  | RC Puilboreau                                            | RC Puilboreau                                            | Bourges XV                                               | 10 | 36                      |                         |                |                |  |                                            |                                            |               |               |  |                  |                  |            |            |  |          |                |                |        |
|  | RC Puilboreau                                            | RC Puilboreau                                            |                                                          |    | 36                      |                         |                |                |  |                                            |                                            |               |               |  |                  |                  |            |            |  |          |                |                |        |
|  | Bourges XV                                               | Bourges XV                                               | 36                                                       |    |                         |                         |                |                |  |                                            |                                            |               |               |  |                  |                  |            |            |  |          |                |                |        |
|  | Bourges XV                                               | Bourges XV                                               | 36                                                       |    |                         |                         |                |                |  |                                            |                                            |               |               |  | US Tours         | US Tours         | 19         |            |  |          |                |                |        |
|  |                                                          |                                                          |                                                          |    |                         |                         |                |                |  |                                            |                                            |               |               |  | US Tours         | US Tours         | 19         |            |  |          |                |                |        |
|  |                                                          | US Vinay                                                 | US Vinay                                                 | 18 |                         |                         |                |                |  |                                            |                                            |               |               |  |                  |                  |            |            |  |          |                |                |        |
|  | CS Nuiton                                                | CS Nuiton                                                | US Vinay                                                 | 18 | 22                      |                         |                |                |  |                                            |                                            |               |               |  |                  |                  |            |            |  |          |                |                |        |
|  | CS Nuiton                                                | CS Nuiton                                                |                                                          |    | 22                      |                         |                |                |  |                                            |                                            |               |               |  |                  |                  |            |            |  |          |                |                |        |
|  | Bièvre-Saint-Geoirs RC                                   | Bièvre-Saint-Geoirs RC                                   | 25                                                       |    |                         |                         |                |                |  |                                            |                                            |               |               |  |                  |                  |            |            |  |          |                |                |        |
|  | Bièvre-Saint-Geoirs RC                                   | Bièvre-Saint-Geoirs RC                                   | 25                                                       |    | Bièvre-Saint-Geoirs RC  | Bièvre-Saint-Geoirs RC  | 25             |                |  |                                            |                                            |               |               |  |                  |                  |            |            |  |          |                |                |        |
|  |                                                          |                                                          |                                                          |    | Bièvre-Saint-Geoirs RC  | Bièvre-Saint-Geoirs RC  | 25             |                |  |                                            |                                            |               |               |  |                  |                  |            |            |  |          |                |                |        |
|  |                                                          | CA Pontarlier                                            | CA Pontarlier                                            | 26 |                         |                         |                |                |  |                                            |                                            |               |               |  |                  |                  |            |            |  |          |                |                |        |
|  | US Bellegarde-Coupy                                      | US Bellegarde-Coupy                                      | CA Pontarlier                                            | 26 | 24                      |                         |                |                |  |                                            |                                            |               |               |  |                  |                  |            |            |  |          |                |                |        |
|  | US Bellegarde-Coupy                                      | US Bellegarde-Coupy                                      |                                                          |    | 24                      |                         |                |                |  |                                            |                                            |               |               |  |                  |                  |            |            |  |          |                |                |        |
|  | CA Pontarlier                                            | CA Pontarlier                                            | 31                                                       |    |                         |                         |                |                |  |                                            |                                            |               |               |  |                  |                  |            |            |  |          |                |                |        |
|  | CA Pontarlier                                            | CA Pontarlier                                            | 31                                                       |    |                         |                         |                |                |  | CA Pontarlier                              | CA Pontarlier                              | 3             |               |  |                  |                  |            |            |  |          |                |                |        |
|  |                                                          |                                                          |                                                          |    |                         |                         |                |                |  | CA Pontarlier                              | CA Pontarlier                              | 3             |               |  |                  |                  |            |            |  |          |                |                |        |
|  |                                                          | US Vinay                                                 | US Vinay                                                 | 17 |                         |                         |                |                |  |                                            |                                            |               |               |  |                  |                  |            |            |  |          |                |                |        |
|  | RC Clermont-Cournon                                      | RC Clermont-Cournon                                      | US Vinay                                                 | 17 | 28                      |                         |                |                |  |                                            |                                            |               |               |  |                  |                  |            |            |  |          |                |                |        |
|  | RC Clermont-Cournon                                      | RC Clermont-Cournon                                      |                                                          |    | 28                      |                         |                |                |  |                                            |                                            |               |               |  |                  |                  |            |            |  |          |                |                |        |
|  | CS Annonéen                                              | CS Annonéen                                              | 48                                                       |    |                         |                         |                |                |  |                                            |                                            |               |               |  |                  |                  |            |            |  |          |                |                |        |
|  | CS Annonéen                                              | CS Annonéen                                              | 48                                                       |    | CS Annonéen             | CS Annonéen             | 19             |                |  |                                            |                                            |               |               |  |                  |                  |            |            |  |          |                |                |        |
|  |                                                          |                                                          |                                                          |    | CS Annonéen             | CS Annonéen             | 19             |                |  |                                            |                                            |               |               |  |                  |                  |            |            |  |          |                |                |        |
|  |                                                          | US Vinay                                                 | US Vinay                                                 | 21 |                         |                         |                |                |  |                                            |                                            |               |               |  |                  |                  |            |            |  |          |                |                |        |
|  | RC Saint-Cernin                                          | RC Saint-Cernin                                          | US Vinay                                                 | 21 | 24                      |                         |                |                |  |                                            |                                            |               |               |  |                  |                  |            |            |  |          |                |                |        |
|  | RC Saint-Cernin                                          | RC Saint-Cernin                                          |                                                          |    | 24                      |                         |                |                |  |                                            |                                            |               |               |  |                  |                  |            |            |  |          |                |                |        |
|  | US Vinay                                                 | US Vinay                                                 | 41                                                       |    |                         |                         |                |                |  |                                            |                                            |               |               |  |                  |                  |            |            |  |          |                |                |        |
|  | US Vinay                                                 | US Vinay                                                 | 41                                                       |    |                         |                         |                |                |  |                                            |                                            |               |               |  |                  |                  |            |            |  | US Tours | US Tours       | 6              |        |
|  |                                                          |                                                          |                                                          |    |                         |                         |                |                |  |                                            |                                            |               |               |  |                  |                  |            |            |  | US Tours | US Tours       | 6              |        |
|  |                                                          |                                                          |                                                          |    |                         |                         |                |                |  |                                            |                                            |               |               |  |                  |                  |            |            |  |          | CA Périgourdin | CA Périgourdin | 46     |
|  | CO Berre XV                                              | CO Berre XV                                              | 48                                                       |    |                         |                         |                |                |  |                                            |                                            |               |               |  |                  |                  |            |            |  |          | CA Périgourdin | CA Périgourdin | 46     |
|  | CO Berre XV                                              | CO Berre XV                                              | 48                                                       |    |                         |                         |                |                |  |                                            |                                            |               |               |  |                  |                  |            |            |  |          |                |                |        |
|  | Aix Université Rugby                                     | Aix Université Rugby                                     | 37                                                       |    |                         |                         |                |                |  |                                            |                                            |               |               |  |                  |                  |            |            |  |          |                |                |        |
|  | Aix Université Rugby                                     | Aix Université Rugby                                     | 37                                                       |    | CO Berre XV             | CO Berre XV             | 16             |                |  |                                            |                                            |               |               |  |                  |                  |            |            |  |          |                |                |        |
|  |                                                          |                                                          |                                                          |    | CO Berre XV             | CO Berre XV             | 16             |                |  |                                            |                                            |               |               |  |                  |                  |            |            |  |          |                |                |        |
|  |                                                          | RC La Valette-Le Revest-La Garde-Le Pradet               | RC La Valette-Le Revest-La Garde-Le Pradet               | 22 |                         |                         |                |                |  |                                            |                                            |               |               |  |                  |                  |            |            |  |          |                |                |        |
|  | RC La Valette-Le Revest-La Garde-Le Pradet               | RC La Valette-Le Revest-La Garde-Le Pradet               | RC La Valette-Le Revest-La Garde-Le Pradet               | 22 | 48                      |                         |                |                |  |                                            |                                            |               |               |  |                  |                  |            |            |  |          |                |                |        |
|  | RC La Valette-Le Revest-La Garde-Le Pradet               | RC La Valette-Le Revest-La Garde-Le Pradet               |                                                          |    | 48                      |                         |                |                |  |                                            |                                            |               |               |  |                  |                  |            |            |  |          |                |                |        |
|  | RC Martigues-Port-de-Bouc                                | RC Martigues-Port-de-Bouc                                | 31                                                       |    |                         |                         |                |                |  |                                            |                                            |               |               |  |                  |                  |            |            |  |          |                |                |        |
|  | RC Martigues-Port-de-Bouc                                | RC Martigues-Port-de-Bouc                                | 31                                                       |    |                         |                         |                |                |  | RC La Valette-Le Revest-La Garde-Le Pradet | RC La Valette-Le Revest-La Garde-Le Pradet | 28            |               |  |                  |                  |            |            |  |          |                |                |        |
|  |                                                          |                                                          |                                                          |    |                         |                         |                |                |  | RC La Valette-Le Revest-La Garde-Le Pradet | RC La Valette-Le Revest-La Garde-Le Pradet | 28            |               |  |                  |                  |            |            |  |          |                |                |        |
|  |                                                          | AS Tournefeuille                                         | AS Tournefeuille                                         | 38 |                         |                         |                |                |  |                                            |                                            |               |               |  |                  |                  |            |            |  |          |                |                |        |
|  | Aviron gruissanais                                       | Aviron gruissanais                                       | AS Tournefeuille                                         | 38 | 31                      |                         |                |                |  |                                            |                                            |               |               |  |                  |                  |            |            |  |          |                |                |        |
|  | Aviron gruissanais                                       | Aviron gruissanais                                       |                                                          |    | 31                      |                         |                |                |  |                                            |                                            |               |               |  |                  |                  |            |            |  |          |                |                |        |
|  | AS Tournefeuille                                         | AS Tournefeuille                                         | 45                                                       |    |                         |                         |                |                |  |                                            |                                            |               |               |  |                  |                  |            |            |  |          |                |                |        |
|  | AS Tournefeuille                                         | AS Tournefeuille                                         | 45                                                       |    | AS Tournefeuille        | AS Tournefeuille        | 48             |                |  |                                            |                                            |               |               |  |                  |                  |            |            |  |          |                |                |        |
|  |                                                          |                                                          |                                                          |    | AS Tournefeuille        | AS Tournefeuille        | 48             |                |  |                                            |                                            |               |               |  |                  |                  |            |            |  |          |                |                |        |
|  |                                                          | SC rieumois                                              | SC rieumois                                              | 13 |                         |                         |                |                |  |                                            |                                            |               |               |  |                  |                  |            |            |  |          |                |                |        |
|  | SC rieumois                                              | SC rieumois                                              | SC rieumois                                              | 13 | 49                      |                         |                |                |  |                                            |                                            |               |               |  |                  |                  |            |            |  |          |                |                |        |
|  | SC rieumois                                              | SC rieumois                                              |                                                          |    | 49                      |                         |                |                |  |                                            |                                            |               |               |  |                  |                  |            |            |  |          |                |                |        |
|  | ES Catalane                                              | ES Catalane                                              | 36                                                       |    |                         |                         |                |                |  |                                            |                                            |               |               |  |                  |                  |            |            |  |          |                |                |        |
|  | ES Catalane                                              | ES Catalane                                              | 36                                                       |    |                         |                         |                |                |  |                                            |                                            |               |               |  | AS Tournefeuille | AS Tournefeuille | 14         |            |  |          |                |                |        |
|  |                                                          |                                                          |                                                          |    |                         |                         |                |                |  |                                            |                                            |               |               |  | AS Tournefeuille | AS Tournefeuille | 14         |            |  |          |                |                |        |
|  |                                                          | CA Périgourdin                                           | CA Périgourdin                                           | 29 |                         |                         |                |                |  |                                            |                                            |               |               |  |                  |                  |            |            |  |          |                |                |        |
|  | Stade beaumontois                                        | Stade beaumontois                                        | CA Périgourdin                                           | 29 | 36                      |                         |                |                |  |                                            |                                            |               |               |  |                  |                  |            |            |  |          |                |                |        |
|  | Stade beaumontois                                        | Stade beaumontois                                        |                                                          |    | 36                      |                         |                |                |  |                                            |                                            |               |               |  |                  |                  |            |            |  |          |                |                |        |
|  | Entente Astarac Bigorre                                  | Entente Astarac Bigorre                                  | 38                                                       |    |                         |                         |                |                |  |                                            |                                            |               |               |  |                  |                  |            |            |  |          |                |                |        |
|  | Entente Astarac Bigorre                                  | Entente Astarac Bigorre                                  | 38                                                       |    | Entente Astarac Bigorre | Entente Astarac Bigorre | 21             |                |  |                                            |                                            |               |               |  |                  |                  |            |            |  |          |                |                |        |
|  |                                                          |                                                          |                                                          |    | Entente Astarac Bigorre | Entente Astarac Bigorre | 21             |                |  |                                            |                                            |               |               |  |                  |                  |            |            |  |          |                |                |        |
|  |                                                          | FCTT - TOAC/TOEC                                         | FCTT - TOAC/TOEC                                         | 20 |                         |                         |                |                |  |                                            |                                            |               |               |  |                  |                  |            |            |  |          |                |                |        |
|  | FCTT - TOAC/TOEC                                         | FCTT - TOAC/TOEC                                         | FCTT - TOAC/TOEC                                         | 20 | 58                      |                         |                |                |  |                                            |                                            |               |               |  |                  |                  |            |            |  |          |                |                |        |
|  | FCTT - TOAC/TOEC                                         | FCTT - TOAC/TOEC                                         |                                                          |    | 58                      |                         |                |                |  |                                            |                                            |               |               |  |                  |                  |            |            |  |          |                |                |        |
|  | Hasparren AC                                             | Hasparren AC                                             | 27                                                       |    |                         |                         |                |                |  |                                            |                                            |               |               |  |                  |                  |            |            |  |          |                |                |        |
|  | Hasparren AC                                             | Hasparren AC                                             | 27                                                       |    |                         |                         |                |                |  | Entente Astarac Bigorre                    | Entente Astarac Bigorre                    | 6             |               |  |                  |                  |            |            |  |          |                |                |        |
|  |                                                          |                                                          |                                                          |    |                         |                         |                |                |  | Entente Astarac Bigorre                    | Entente Astarac Bigorre                    | 6             |               |  |                  |                  |            |            |  |          |                |                |        |
|  |                                                          | CA Périgourdin                                           | CA Périgourdin                                           | 23 |                         |                         |                |                |  |                                            |                                            |               |               |  |                  |                  |            |            |  |          |                |                |        |
|  | Saint-Paul sports rugby                                  | Saint-Paul sports rugby                                  | CA Périgourdin                                           | 23 | 47                      |                         |                |                |  |                                            |                                            |               |               |  |                  |                  |            |            |  |          |                |                |        |
|  | Saint-Paul sports rugby                                  | Saint-Paul sports rugby                                  |                                                          |    | 47                      |                         |                |                |  |                                            |                                            |               |               |  |                  |                  |            |            |  |          |                |                |        |
|  | US mugronnaise                                           | US mugronnaise                                           | 43                                                       |    |                         |                         |                |                |  |                                            |                                            |               |               |  |                  |                  |            |            |  |          |                |                |        |
|  | US mugronnaise                                           | US mugronnaise                                           | 43                                                       |    | Saint-Paul sports rugby | Saint-Paul sports rugby | 21             |                |  |                                            |                                            |               |               |  |                  |                  |            |            |  |          |                |                |        |
|  |                                                          |                                                          |                                                          |    | Saint-Paul sports rugby | Saint-Paul sports rugby | 21             |                |  |                                            |                                            |               |               |  |                  |                  |            |            |  |          |                |                |        |
|  |                                                          | CA Périgourdin                                           | CA Périgourdin                                           | 25 |                         |                         |                |                |  |                                            |                                            |               |               |  |                  |                  |            |            |  |          |                |                |        |
|  | CA Périgourdin                                           | CA Périgourdin                                           | CA Périgourdin                                           | 25 | 43                      |                         |                |                |  |                                            |                                            |               |               |  |                  |                  |            |            |  |          |                |                |        |
|  | CA Périgourdin                                           | CA Périgourdin                                           |                                                          |    | 43                      |                         |                |                |  |                                            |                                            |               |               |  |                  |                  |            |            |  |          |                |                |        |
|  | Stade belvesois                                          | Stade belvesois                                          | 27                                                       |    |                         |                         |                |                |  |                                            |                                            |               |               |  |                  |                  |            |            |  |          |                |                |        |